# Тисафиред
Тисафиред (мађ. Tiszafüred) град је у Мађарској. Тисафиред је један од важнијих градова у оквиру жупаније Јас-Нађкун-Солнок.
Тисафиред је имао 11.136 становника према подацима из 2009. године.

## Географија
Град Тисафиред се налази у средишњем делу Мађарске. Од престонице Будимпеште град је удаљен око 150 километара источно. Град се налази у источном делу Панонске низије, на реци Тиси. Надморска висина града је око 90 m.

## Становништво
По процени из 2017. у граду је живело 10.872 становника.
| 1990.  | 2001.  | 2011.  | 2017.  |
| ------ | ------ | ------ | ------ |
| 12.652 | 12.019 | 11.382 | 10.872 |

## Галерија
- Градска кућа
- Железничка станица
- Парк поред Тисе
- Камп поред града